# Cronologia delle trasmissioni televisive in Italia
Di seguito la cronologia delle trasmissioni televisive in Italia.

## Cronologia delle trasmissioni televisive terrestri

### In analogico terrestre
|  | Emittenti                                              |
|  | ------------------------------------------------------ |
|  | Rai                                                    |
|  | Mediaset                                               |
|  | Altre reti                                             |
|  | Syndication                                            |
|  | Emittenti televisive internazionali in lingua italiana |
|  | Emittenti a pagamento                                  |
|  | Altri avvenimenti                                      |

| Emittente  | Data              | Evento |
| ---------- | ----------------- | --- |
| Anni '30   |                   | |
|            | 22 luglio 1939    | Iniziano le trasmissioni regolari dell'EIAR, dal trasmettitore di Monte Mario, con uno standard di 441 linee. |
| Anni '40   |                   | |
|            | 31 maggio 1940    | Complice lo scoppio della seconda guerra mondiale, l'EIAR sospende le trasmissioni televisive. |
|            | gennaio 1949      | La Rai riprende le trasmissioni televisive, in via sperimentale, dalla sede di Torino. |
| Anni '50   |                   | |
|            | 3 gennaio 1954    | Iniziano le trasmissioni regolari del Programma Nazionale con Fulvia Colombo. |
|            | 18 novembre 1958  | Inizio delle trasmissioni della Televisione svizzera di lingua Italiana dal Canton Ticino in Svizzera. Inizialmente la rete trasmetteva esclusivamente programmi in lingua tedesca sottotitolati in italiano; la rete inizierà a trasmettere programmi propriamente in lingua italiana nel novembre del 1961.                        |
| Anni '60   |                   | |
|            | 4 novembre 1961   | Inizio delle trasmissioni del Secondo Programma. |
|            | 1968              | La Televisione Svizzera di lingua Italiana inizia le trasmissioni in diretta a colori, anticipando la Rai di quasi dieci anni; in questo periodo arriva ad essere visibile fino allo Stretto di Messina (sia pur fuori banda). |
| Anni '70   |                   | |
|            | 6 maggio 1971     | Inizio delle trasmissioni di TV Koper-Capodistria (meglio nota in Italia come Telecapodistria) da Capodistria in Jugoslavia (oggi in Slovenia). |
|            | 5 agosto 1974     | Inizio delle trasmissioni in lingua italiana di Telemontecarlo dal Principato di Monaco. |
|            | 24 settembre 1974 | Inizio delle trasmissioni di Telemilanocavo, emittente via cavo da cui avrà poi origine Canale 5. |
|            | 4 aprile 1976     | Il Programma Nazionale assume le denominazioni di Prima Rete Rai, Rete 1 o TV1. Il Secondo Programma assume le denominazioni di Seconda Rete Rai, Rete 2 o TV2. |
|            | 28 luglio 1976    | Nascono le TV locali. |
|            | 1º febbraio 1977  | Iniziano le trasmissioni regolari a colori da parte della Rai, dopo qualche anno di sperimentazione e in ritardo rispetto agli altri paesi europei. |
|            | 7 settembre 1978  | Telemilanocavo assume il nome di Telemilano 58 e comincia ufficialmente le trasmissioni via etere. |
|            | gennaio 1979      | Iniziano le trasmissioni di Elefante TV. |
|            | 4 marzo 1979      | Iniziano le trasmissioni del circuito TV Port. |
|            | 7 ottobre 1979    | Iniziano le trasmissioni del circuito GPE - Telemond, la cui proprietà era di Mondadori e la cui programmazione era gestita assieme a Perrone e Rusconi. |
|            | 15 dicembre 1979  | Inizio delle trasmissioni della Rete 3. |
| Anni '80   |                   | |
|            | 11 novembre 1980  | Canale 5 inizia ufficialmente le trasmissioni a livello nazionale, e l'emittente Telemilano 58 fa da capofila del network. |
|            | 13 dicembre 1980  | Iniziano le trasmissioni di Primarete Indipendente, emittente di proprietà della Rizzoli. |
|            | 4 ottobre 1981    | Terminano le trasmissioni del circuito GPE - Telemond. |
|            | 3 gennaio 1982    | Iniziano le trasmissioni di Italia 1, emittente di proprietà della Rusconi. |
|            | 4 gennaio 1982    | Iniziano le trasmissioni di Rete 4, emittente di proprietà della Mondadori. |
|            | 4 marzo 1982      | Terminano le trasmissioni di Primarete Indipendente. |
|            | 10 marzo 1982     | Iniziano le trasmissioni del circuito Euro TV. |
|            | 3 settembre 1982  | Rusconi e Fininvest formalizzano un accordo che dovrebbe dare il via ad una collaborazione riguardante l'acquisto e la produzione di programmi televisivi per Italia 1 e Canale 5. |
| Canale 5   | 3 settembre 1982  | Rusconi e Fininvest formalizzano un accordo che dovrebbe dare il via ad una collaborazione riguardante l'acquisto e la produzione di programmi televisivi per Italia 1 e Canale 5. |
|            | 6 settembre 1982  | Iniziano le trasmissioni di Telemarket. |
|            | 1º gennaio 1983   | La proprietà di Italia 1 passa dalla Rusconi alla Fininvest, proprietaria a sua volta di Canale 5. |
|            | 2 gennaio 1983    | Iniziano le trasmissioni di Rete A. |
|            | 9 ottobre 1983    | Le reti Rai prendono il nome di Raiuno, Raidue e Raitre (probabilmente per differenziarsi da Rete 4 e far sì che quest'ultima non venisse scambiata per un'eventuale quarta rete pubblica). |
|            | 15 gennaio 1984   | Nasce il Televideo Rai. |
|            | 2 aprile 1984     | Iniziano le trasmissioni di Videomusic, primo canale musicale italiano. |
|            | 27 agosto 1984    | La proprietà di Rete 4 passa dalla Mondadori alla Fininvest, a sua volta proprietaria di Canale 5 e Italia 1. |
|            | 16 ottobre 1984   | I pretori di Roma, Torino e Pescara bloccano le trasmissioni su scala nazionale di Canale 5, Italia 1 e Rete 4, in seguito a un ricorso della Rai. Pochi giorni più tardi il governo in carica all'epoca (Governo Craxi I) emana un decreto che consente alle tre reti di tornare a trasmettere nuovamente sul territorio nazionale. |
| Junior TV  | 18 febbraio 1985  | Iniziano le trasmissioni del circuito Junior TV. |
|            | 31 agosto 1986    | Terminano le trasmissioni di TV Port. |
|            | 1987              | Elefante TV, il cui logo era da poco scomparso dall'etere, torna a trasmettere affiancando, al proprio nome, quello di Telemarket. |
|            | 5 settembre 1987  | La syndication Euro TV termina le trasmissioni; alcune delle emittenti affiliate daranno vita al circuito Odeon, mentre altre si uniranno nella syndication Italia 7. |
|            | 6 settembre 1987  | Dalle ceneri del circuito Euro TV ha origine la syndication Odeon, formata da 20 emittenti locali di cui 17 provenienti da Euro TV. |
|            | 4 ottobre 1987    | Le emittenti provenienti da Euro TV che non hanno aderito al circuito Odeon danno vita alla syndication Italia 7. |
|            | 18 febbraio 1988  | Iniziano le trasmissioni del circuito televisivo Cinquestelle. |
|            | 1º maggio 1988    | Iniziano le trasmissioni del circuito televisivo Supersix. |
|            | 21 maggio 1988    | Iniziano le trasmissioni di Retemia. |
| Anni '90   |                   | |
|            | 9 agosto 1990     | Nasce Telepiù ed iniziano le trasmissioni di TELE+1, TELE+2 e TELE+3, inizialmente in chiaro. |
|            | 3 febbraio 1991   | Iniziano le trasmissioni del circuito Tv7 Pathè. |
|            | 1º giugno 1991    | Le trasmissioni di TELE+1, fino ad ora in chiaro, vengono criptate. |
|            | 26 giugno 1991    | I trasmettitori di TV Koper-Capodistria vengono bombardati a seguito delle guerre jugoslave; la sede rimane intatta. Da questo momento, TV Koper-Capodistria sospende le trasmissioni sul suolo italiano fino alla fine dei conflitti; dall'Italia, però, l'emittente sarà visibile solo nel Friuli-Venezia Giulia.                  |
|            | 29 marzo 1992     | Le trasmissioni di TELE+2, fino ad ora in chiaro, vengono criptate. |
|            | 30 settembre 1992 | Terminano le trasmissioni di Tv7 Pathè. |
|            | 15 marzo 1993     | Nasce il Mediavideo. |
|            | 1º aprile 1995    | Le trasmissioni di TELE+3, fino ad ora in chiaro, vengono criptate. |
| Junior TV  | 1996              | Junior TV assume la denominazione di JTV. |
|            | 1º giugno 1996    | Videomusic si trasforma in TMC 2; il logo di Videomusic rimane comunque sugli schermi, assieme a quello di TMC 2, fino all'estate del 1997. |
|            | 31 agosto 1997    | TELE+1 viene sostituita da TELE+ Nero. |
|            | 31 agosto 1997    | TELE+2 viene sostituita da TELE+ Bianco. |
|            | 31 agosto 1997    | TELE+3 viene sostituita da Vetrina D+ (canale visibile in chiaro). |
| MTV Italia | 1º settembre 1997 | In aprile Rete A si accorda con MTV Italia, alternando la propria programmazione (notiziario e televendite) con i programmi del canale musicale; nasce così Rete A - MTV. |
|            | 1º settembre 1997 | Inizio delle trasmissioni di TSI 2 dal Canton Ticino in Svizzera. |
|            | 26 aprile 1999    | Nasce Rai News 24. |
|            | 30 maggio 1999    | Italia 7 termina le trasmissioni; le emittenti ad essa affiliate danno vita al circuito Europa 7, mentre alcune danno inizio a Italia 7 Gold. |
|            | 31 maggio 1999    | Iniziano le trasmissioni del circuito Europa 7, nato sulle ceneri di Italia 7. |
|            | 1º giugno 1999    | Iniziano le trasmissioni di Italia 7 Gold, creato dalle emittenti già affiliate a Italia 7 e non entrate a far parte del circuito Europa 7. |
| Anni 2000  |                   | |
|            | 2000              | TELE+ inizia le trasmissioni sperimentali sul digitale terrestre nella zona di Palermo. |
|            | 22 maggio 2000    | Rete A interrompe la collaborazione con MTV Italia e sigla un accordo con il canale musicale tedesco VIVA; nasce così Rete A - VIVA. |
| MTV Italia | 22 maggio 2000    | TMC 2 inizia ad ospitare le trasmissioni di MTV; il logo "TMC 2" sparirà nell'estate del 2001. Inoltre, ha fornito il teletext MTV Video, l'erede del MusicFax, nato nel 1991. |
|            | 23 ottobre 2000   | Raiuno, Raidue e Raitre diventano rispettivamente Rai Uno, Rai Due e Rai Tre. |
|            | 1º dicembre 2000  | Retemia termina le proprie trasmissioni. |
|            | 1º marzo 2001     | Iniziano le trasmissioni di H.O.T. Italia. |
|            | 14 maggio 2001    | H.O.T. Italia cambia nome in Home Shopping Europe. |
|            | 24 giugno 2001    | Telemontecarlo, ormai senza più alcuna connotazione monegasca, diventa LA7; il logo "TMC" rimarrà comunque visibile sugli schermi (insieme a quello di La7) fino al 9 settembre 2001. |
|            | 9 settembre 2001  | Nasce il LA7Video, erede del teletext TMCvideo, sorto negli anni '90. |
|            | 14 maggio 2002    | Rete A interrompe la collaborazione con VIVA e si trasforma in Rete A - All Music. |
|            | 2003              | Italia 7 Gold diventa 7 Gold. |
|            | 2003              | L'emittente regionale Serenissima TV acquisisce le frequenze in precedenza occupate da France 2 e avvia il suo processo di trasformazione nel canale a carattere nazionale Canale Italia. |
|            | 31 ottobre 2003   | Terminano le trasmissioni di JTV. |
|            | dicembre 2003     | Mediaset e Prima TV avviano le trasmissioni sul digitale terrestre; Mediaset lancia il multiplex Mediaset 1 contenente Rete 4, BBC World News, Coming Soon Television, 24ore.tv e Class News, mentre Prima TV lancia il multiplex Dfree contenente Sportitalia, Canale 5, Italia 1, La Chaîne Info e Radio Italia TV.                |
|            | dicembre 2003     | Mediaset e Prima TV avviano le trasmissioni sul digitale terrestre; Mediaset lancia il multiplex Mediaset 1 contenente Rete 4, BBC World News, Coming Soon Television, 24ore.tv e Class News, mentre Prima TV lancia il multiplex Dfree contenente Sportitalia, Canale 5, Italia 1, La Chaîne Info e Radio Italia TV.                |
|            | 3 gennaio 2004    | La Rai inizia a trasmettere sul digitale terrestre, con due multiplex contenenti Rai Uno, Rai Due, Rai Tre, Rai Utile, Rai Sport Satellite, Rai Edu 1, Rai Edu 2, Rai News 24 e i canali radio Rai; poco più tardi, anche Telecom Italia Media lancia il multiplex TIMB 2 contenente LA7, MTV, Rete A - All Music e Music Box.       |
|            | 3 gennaio 2004    | La Rai inizia a trasmettere sul digitale terrestre, con due multiplex contenenti Rai Uno, Rai Due, Rai Tre, Rai Utile, Rai Sport Satellite, Rai Edu 1, Rai Edu 2, Rai News 24 e i canali radio Rai; poco più tardi, anche Telecom Italia Media lancia il multiplex TIMB 2 contenente LA7, MTV, Rete A - All Music e Music Box.       |
|            | 6 febbraio 2004   | Iniziano le trasmissioni di Sportitalia, sulle frequenze appartenute a TELE+ Bianco. |
|            | 12 maggio 2004    | Home Shopping Europe si trasforma in Canale D. |
|            | 18 marzo 2005     | Mediaset annuncia l'acquisto di Canale D, che poi passerà al digitale terrestre. |
|            | 3 ottobre 2005    | Rete A - All Music viene ceduta al Gruppo Editoriale L'Espresso e si trasforma in All Music. |
|            | 16 maggio 2006    | Sportitalia cessa le trasmissioni in analogico e diventa visibile solo sul digitale terrestre (oltre che sul satellite). |
|            | 3 ottobre 2008    | Terminano le trasmissioni del circuito Supersix. |
|            | 15 ottobre 2008   | Ha inizio in Italia (precisamente in Sardegna) il passaggio dalla televisione analogica terrestre a quella digitale terrestre. |
|            | 19 ottobre 2009   | All Music si trasforma in Deejay TV; a partire da questa data viene trasmesso un conto alla rovescia che termina il 9 novembre, giorno in cui partono le trasmissioni del nuovo canale. |

### In digitale terrestre
|  | Emittenti                        |
|  | -------------------------------- |
|  | Rai                              |
|  | Mediaset                         |
|  | Sky                              |
|  | Altre emittenti private gratuite |
|  | Syndication                      |
|  | Emittenti a pagamento            |
|  | Altri avvenimenti                |

| Emittente | Data              | Evento |
| --------- | ----------------- | --- |
| Anni '90  |                   | |
|           | 9 febbraio 1998   | Nasce Sat2000. |
| Anni 2000 |                   | |
|           | dicembre 2003     | Mediaset e Prima TV avviano le trasmissioni sul digitale terrestre; Mediaset lancia il multiplex Mediaset 1 contenente Rete 4, BBC World News, Coming Soon Television, 24ore.tv e Class News, mentre Prima TV lancia il multiplex Dfree contenente Sportitalia, Canale 5, Italia 1, La Chaîne Info e Radio Italia TV.          |
|           | dicembre 2003     | Mediaset e Prima TV avviano le trasmissioni sul digitale terrestre; Mediaset lancia il multiplex Mediaset 1 contenente Rete 4, BBC World News, Coming Soon Television, 24ore.tv e Class News, mentre Prima TV lancia il multiplex Dfree contenente Sportitalia, Canale 5, Italia 1, La Chaîne Info e Radio Italia TV.          |
|           | 1º dicembre 2003  | Nasce VJ TV. |
|           | 3 gennaio 2004    | La Rai inizia a trasmettere sul digitale terrestre, con due multiplex contenenti Rai Uno, Rai Due, Rai Tre, Rai Utile, Rai Sport Satellite, Rai Edu 1, Rai Edu 2, Rai News 24 e i canali radio Rai; poco più tardi, anche Telecom Italia Media lancia il multiplex TIMB 2 contenente LA7, MTV, Rete A - All Music e Music Box. |
|           | 3 gennaio 2004    | La Rai inizia a trasmettere sul digitale terrestre, con due multiplex contenenti Rai Uno, Rai Due, Rai Tre, Rai Utile, Rai Sport Satellite, Rai Edu 1, Rai Edu 2, Rai News 24 e i canali radio Rai; poco più tardi, anche Telecom Italia Media lancia il multiplex TIMB 2 contenente LA7, MTV, Rete A - All Music e Music Box. |
|           | 1º aprile 2004    | Nasce Rai Doc. |
|           | 22 ottobre 2004   | VJ TV termina le sue trasmissioni. |
|           | 20 novembre 2004  | Dalle ceneri di VJ TV nasce Boing. |
|           | 18 marzo 2005     | Canale D passa alla gestione Mediaset. |
|           | 30 maggio 2005    | Nasce Rai Futura. |
|           | 31 settembre 2005 | Canale D termina le sue trasmissioni. |
|           | 1 ottobre 2005    | Nasce Discovery Real Time. |
|           | 3 ottobre 2005    | Dalle ceneri di Canale D nasce Mediashopping. |
|           | 1º giugno 2007    | Rai Futura e Rai Doc si fondono in Rai Gulp. |
|           | 30 novembre 2007  | Nasce Iris. |
|           | 10 maggio 2008    | Rai Sport Satellite diventa Rai Sport Più. |
|           | 14 luglio 2008    | Iniziano le trasmissioni di Rai 4. |
|           | 2 febbraio 2009   | Rai Edu 1 cambia nome in Rai Scuola. |
|           | 2 febbraio 2009   | Rai Edu 2 cambia nome in Rai Storia. |
|           | 1 luglio 2009     | Nasce K2. |
|           | 31 luglio 2009    | RaiSat Premium abbandona il satellite e si trasferisce sul digitale terrestre. |
|           | 31 luglio 2009    | Rai Sat YoYo abbandona il satellite e si trasferisce sul digitale terrestre. |
|           | 31 luglio 2009    | RaiSat Cinema abbandona il satellite e si trasferisce sul digitale terrestre. |
|           | 31 luglio 2009    | RaiSat Extra abbandona il satellite e si trasferisce sul digitale terrestre. |
|           | 7 settembre 2009  | Rai Sport Più cambia nome in Rai Sport +. |
|           | 21 settembre 2009 | Sat2000 diventa TV2000. |
|           | 16 dicembre 2009  | Sky sbarca sul digitale terrestre in chiaro con il canale Cielo. |
| Anni 2010 |                   | |
|           | 22 marzo 2010     | Nasce LA7d. |
|           | 12 maggio 2010    | Nasce La5. |
|           | 18 maggio 2010    | Rai Uno diventa Rai 1. |
|           | 18 maggio 2010    | Rai Due diventa Rai 2. |
|           | 18 maggio 2010    | Rai Tre diventa Rai 3. |
|           | 18 maggio 2010    | RaiSat Extra diventa Rai Extra. |
|           | 18 maggio 2010    | RaiSat Cinema diventa Rai Movie. |
|           | 18 maggio 2010    | RaiSat Premium diventa Rai Premium. |
|           | 18 maggio 2010    | RaiSat YoYo diventa Rai YoYo. |
|           | 18 maggio 2010    | Rai Scuola abbandona il digitale terrestre e continua a trasmettere solo sul satellite. |
|           | 18 maggio 2010    | Rai Sport + diventa Rai Sport 1. |
|           | 18 maggio 2010    | Nasce Rai Sport 2. |
|           | 12 giugno 2010    | Nasce Frisbee. |
|           | 1 settembre 2010  | Nasce DeA Super!. |
|           | 1 settembre 2010  | Discovery Real Time diventa Real Time. |
|           | 26 novembre 2010  | Dalle ceneri di Rai Extra nasce Rai 5. |
|           | 26 novembre 2010  | Nasce Mediaset Extra. |
|           | 10 dicembre 2010  | Nasce TG Mediaset. |
|           | 1º marzo 2011     | Mediashopping termina le sue trasmissioni. Al suo posto arriva ME. |
|           | 1º marzo 2011     | Mediashopping termina le sue trasmissioni. Al suo posto arriva ME. |
|           | 6 giugno 2011     | ME cambia nome in For You. |
|           | 6 giugno 2011     | ME cambia nome in For You. |
|           | 4 luglio 2011     | Nasce Italia 2. |
|           | 22 agosto 2011    | Nasce Cartoonito. |
|           | 10 novembre 2011  | Nasce DMAX. |
|           | 28 novembre 2011  | TG Mediaset termina le sue trasmissioni, al suo posto nasce TGcom24. |
|           | 28 novembre 2011  | TG Mediaset termina le sue trasmissioni, al suo posto nasce TGcom24. |
|           | 21 dicembre 2011  | Rai Scuola torna sul digitale terrestre. |
|           | 18 marzo 2012     | DeA Super! diventa semplicemente Super!. |
|           | 21 aprile 2012    | Deejay TV sbarca sul digitale terrestre. |
|           | 14 maggio 2012    | Nasce Giallo. |
|           | 28 luglio 2012    | Nasce Focus. |
|           | 1º agosto 2013    | For You termina le sue trasmissioni, al suo posto nasce Top Crime. |
|           | 1º agosto 2013    | For You termina le sue trasmissioni, al suo posto nasce Top Crime. |
|           | 26 marzo 2014     | Coming Soon Television cessa le sue trasmissioni, al suo posto nasce Fine Living. |
|           | 26 marzo 2014     | Coming Soon Television cessa le sue trasmissioni, al suo posto nasce Fine Living. |
|           | 26 gennaio 2015   | Sky TG24 sbarca sul digitale terrestre al canale 27. |
|           | 1º febbraio 2015  | Discovery Italia compra la LCN 9, e perciò Deejay TV cambia gestore, diventando un canale di Discovery Italia. |
|           | 1º agosto 2015    | Sky Italia compra la LCN 8, e perciò MTV cambia gestore, diventando un canale di Sky Italia. |
|           | 16 settembre 2015 | MTV diventa MTV8. |
|           | 30 gennaio 2016   | Sky TG24 inizia ad occupare temporaneamente anche il canale 50. |
|           | 18 febbraio 2016  | MTV8 diventa semplicemente TV8. |
|           | 22 febbraio 2016  | Deejay TV diventa Deejay TV - Nove. |
|           | 27 febbraio 2016  | Iniziano le trasmissioni di Paramount Channel sul canale 27, sostituendo la prima versione terrestre di Sky TG24. |
|           | 27 febbraio 2016  | Iniziano le trasmissioni di Paramount Channel sul canale 27, sostituendo la prima versione terrestre di Sky TG24. |
|           | 3 ottobre 2016    | Deejay TV - Nove perde ogni riferimento a Deejay TV e diventa semplicemente Nove. |
|           | 5 febbraio 2017   | Rai Sport 2 cessa le trasmissioni. |
|           | 5 febbraio 2017   | Rai Sport 1 diventa Rai Sport e si sposta al 58. Al suo posto, al canale 57, arriva Rai Sport + HD, che a sua volta sostituisce Rai Sport 1 HD. |
|           | 4 maggio 2017     | Nasce Pop. |
|           | 8 maggio 2017     | Iniziano le trasmissioni di Food Network. |
|           | 7 settembre 2017  | Nasce Cine Sony. |
|           | 1 ottobre 2017    | Nasce Alpha. |
|           | 22 ottobre 2017   | Fine Living cessa le sue trasmissioni, al suo posto nasce Spike. |
|           | 22 ottobre 2017   | Fine Living cessa le sue trasmissioni, al suo posto nasce Spike. |
|           | 14 gennaio 2018   | Deejay TV ricomincia le sue trasmissioni sotto gestione di Elemedia. |
|           | 3 aprile 2018     | Nasce il 20. |
|           | 19 aprile 2018    | I canali a pagamento Sky Sport 1 HD, Sky Uno, Sky Sport 1 e Sky Supercalcio (rispettivamente canali 472, 481, 482 e 483) sbarcano sul digitale terrestre, seppur con una programmazione diversa dalle versioni satellitari. |
|           | 19 aprile 2018    | I canali a pagamento Sky Sport 1 HD, Sky Uno, Sky Sport 1 e Sky Supercalcio (rispettivamente canali 472, 481, 482 e 483) sbarcano sul digitale terrestre, seppur con una programmazione diversa dalle versioni satellitari. |
|           | 19 aprile 2018    | I canali a pagamento Sky Sport 1 HD, Sky Uno, Sky Sport 1 e Sky Supercalcio (rispettivamente canali 472, 481, 482 e 483) sbarcano sul digitale terrestre, seppur con una programmazione diversa dalle versioni satellitari. |
|           | 19 aprile 2018    | I canali a pagamento Sky Sport 1 HD, Sky Uno, Sky Sport 1 e Sky Supercalcio (rispettivamente canali 472, 481, 482 e 483) sbarcano sul digitale terrestre, seppur con una programmazione diversa dalle versioni satellitari. |
|           | 29 aprile 2018    | Focus cessa temporaneamente le sue trasmissioni, al suo posto debutta Motor Trend. |
|           | 29 aprile 2018    | Focus cessa temporaneamente le sue trasmissioni, al suo posto debutta Motor Trend. |
|           | 25 maggio 2018    | Focus torna a trasmettere sotto la gestione Mediaset al posto di Italia 2 (canale 35), che invece passa al canale 120. |
|           | 25 maggio 2018    | Focus torna a trasmettere sotto la gestione Mediaset al posto di Italia 2 (canale 35), che invece passa al canale 120. |
|           | 1° giugno 2018    | Il canale a pagamento Sky Sport 24 (canale 484) sbarca sul digitale terrestre, seppur con una programmazione diversa dalla versione satellitare. |
|           | giugno 2018       | Supersix ricomincia le sue trasmissioni sottoforma di canale autonomo. |
|           | 2 luglio 2018     | Sky Sport 1 HD, Sky Sport 1 e Sky Supercalcio diventano rispettivamente Sky Sport Uno HD, Sky Sport Uno e Sky Sport Serie A. |
|           | 2 luglio 2018     | Sky Sport 1 HD, Sky Sport 1 e Sky Supercalcio diventano rispettivamente Sky Sport Uno HD, Sky Sport Uno e Sky Sport Serie A. |
|           | 2 luglio 2018     | Sky Sport 1 HD, Sky Sport 1 e Sky Supercalcio diventano rispettivamente Sky Sport Uno HD, Sky Sport Uno e Sky Sport Serie A. |
|           | 2 luglio 2018     | Le programmazioni delle versioni terrestri di Sky Sport Uno HD, Sky Uno, Sky Sport Uno, Sky Sport Serie A e Sky Sport 24 diventano uguali a quelle satellitari. |
|           | 2 luglio 2018     | |
|           | 2 luglio 2018     | |
|           | 2 luglio 2018     | |
|           | 2 luglio 2018     | |
|           | 28 febbraio 2019  | Italia 2 si sposta al canale 66. |
|           | 16 marzo 2019     | Paramount Channel diventa Paramount Network. |
|           | 3 giugno 2019     | Supersix ritorna ad essere una syndication. |
|           | 11 luglio 2019    | Pop cessa le sue trasmissioni, lasciando la LCN 45 al nuovo canale Boing Plus. |
|           | 11 luglio 2019    | Pop cessa le sue trasmissioni, lasciando la LCN 45 al nuovo canale Boing Plus. |
|           | 11 luglio 2019    | Cine Sony cessa le sue trasmissioni, lasciando la LCN 55 al nuovo canale Mediaset Extra 2. |
|           | 11 luglio 2019    | |
|           | 21 dicembre 2019  | Alpha cessa le sue trasmissioni, al suo posto si trasferisce sul canale 59 Motor Trend, facendo rimanere per poco più di un mese una copia sul canale 56. |
|           | 21 dicembre 2019  | Alpha cessa le sue trasmissioni, al suo posto si trasferisce sul canale 59 Motor Trend, facendo rimanere per poco più di un mese una copia sul canale 56. |
| Anni 2020 |                   | |
|           | 18 gennaio 2020   | Mediaset Extra 2 viene sostituito da Mediaset Extra, che lascia il canale 34 al nuovo canale Cine34. |
|           | 18 gennaio 2020   | Mediaset Extra 2 viene sostituito da Mediaset Extra, che lascia il canale 34 al nuovo canale Cine34. |
|           | 18 gennaio 2020   | Mediaset Extra 2 viene sostituito da Mediaset Extra, che lascia il canale 34 al nuovo canale Cine34. |
|           | 2 febbraio 2020   | La temporanea copia di Motor Trend sul canale 56 viene sostituita dal nuovo canale HGTV. |
|           | 2 febbraio 2020   | La temporanea copia di Motor Trend sul canale 56 viene sostituita dal nuovo canale HGTV. |
|           | 1° luglio 2021    | Sky Sport Serie A diventa Sky Sport Calcio. |
|           | 17 gennaio 2022   | Paramount Network cessa le sue trasmissioni, lasciando il canale 27 a Twentyseven, canale edito da Mediaset. |
|           | 17 gennaio 2022   | Paramount Network cessa le sue trasmissioni, lasciando il canale 27 a Twentyseven, canale edito da Mediaset. |
|           | 17 gennaio 2022   | Spike cessa le trasmissioni, al suo posto si trasferisce sul canale 49 Italia 2. |
|           | 17 gennaio 2022   | |
|           | 8 marzo 2022      | Sky Sport Calcio HD (canale 473) sbarca sul digitale terrestre. |
|           | 1° aprile 2022    | I canali a pagamento Sky Uno e Sky Sport 24 (rispettivamente canali 481 e 484) terminano le loro trasmissioni sul digitale terrestre, rimanendo comunque fruibili sul satellite. |
|           | 1° aprile 2022    | I canali a pagamento Sky Uno e Sky Sport 24 (rispettivamente canali 481 e 484) terminano le loro trasmissioni sul digitale terrestre, rimanendo comunque fruibili sul satellite. |
|           | 21 dicembre 2022  | Nasce Rai Radio 2 Visual, versione visual del canale radiofonico Rai Radio 2. |
|           | 15 gennaio 2023   | Rai Sport + HD diventa semplicemente Rai Sport HD. |
|           | 4 dicembre 2023   | I canali a pagamento Sky Sport Calcio HD e Sky Sport Calcio (rispettivamente canali 473 e 483) terminano le loro trasmissioni sul digitale terrestre, rimanendo comunque fruibili sul satellite. |
|           | 4 dicembre 2023   | I canali a pagamento Sky Sport Calcio HD e Sky Sport Calcio (rispettivamente canali 473 e 483) terminano le loro trasmissioni sul digitale terrestre, rimanendo comunque fruibili sul satellite. |
|           | 9 maggio 2024     | Il canale a pagamento Sky Sport Uno (canale 482) termina le sue trasmissioni, rimanendo fruibile solo in HD. |
|           | 24 giugno 2024    | Il canale a pagamento Sky Sport Uno HD (canale 472) termina le sue trasmissioni sul digitale terrestre, rimanendo comunque fruibile sul satellite. |